# Chiaki Takahashi (Politiker)

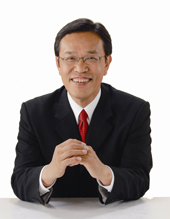
Chiaki Takahashi

Chiaki Takahashi (jap. 高橋 千秋, Takahashi Chiaki; * 2. August 1956 in Anō (heute: Tsu), Präfektur Mie) ist ein japanischer Politiker und war von 2000 bis 2013 Abgeordneter im Sangiin, dem Oberhaus des japanischen Parlaments, für Mie, zuletzt als Mitglied der Demokratischen Partei.
Takahashi, Absolvent der Meiji-Universität, arbeitete nach seinem Abschluss 1980 für den Genossenschaftsverband Mie (JA Group). Ab 1990 war er als Sekretär für den Sangiinabgeordneten Tetsuo Inoue tätig, danach arbeitete er ab 1993 für die Werbeagentur Shintō Tsūshin. Für die Sangiin-Wahl 1998 verließ er das Unternehmen und kandidierte in der Präfektur Mie (ein Mandat pro Wahl) als Unabhängiger mit Unterstützung des Gewerkschaftsbundes Rengō, unterlag aber um 100.000 Stimmen Jūrō Saitō (LDP). Als der andere Sangiinabgeordnete für Mie, Kōichi Hirata, im Jahr 2000 für die Unterhauswahl zurücktrat, kandidierte Takahashi bei der Nachwahl am 25. Juni erneut und konnte die LDP-Kandidatin Takako Hashizume um rund 30.000 Stimmen schlagen, bei der regulären Wahl 2001 wurde er mit 25.000 Vorsprung vor Kazumi Fujioka (LDP) wieder als Unabhängiger im Amt bestätigt. 2004 trat er der Demokratischen Partei bei, in der er von 2006 bis 2010 den Präfekturverband Mie führte. Beim demokratischen Wahlsieg 2007 erhielt er über eine halbe Million Stimmen und wurde souverän für weitere sechs Jahre als Abgeordneter bestätigt.
Nach der Regierungsübernahme durch die Demokraten 2009 wurde Takahashi zunächst parlamentarischer Staatssekretär im Wirtschaftsministerium unter Minister Masayuki Naoshima. Bei der Kabinettsumbildung im September 2010 wechselte er als Vizevorsitzender des politischen Forschungsrates in die Parteiführung, bevor er im März 2011 in Naoto Kans erneut umgebildeten Kabinett Nachfolger von Takeaki Matsumoto als „Vizeminister“ im Außenministerium wurde. Für die Gouverneurswahl in Mie 2011 galt er anfangs als möglicher Kandidat, lehnte entsprechende Forderungen aber im Februar 2011 ab.
Bei der Sangiin-Wahl 2013 verlor Takahashi seinen Sitz an die Liberaldemokratin Yūmi Yoshikawa.